# 碧溪镇 (井冈山市)
碧溪镇是江西省井冈山市下辖的一个镇，位于井冈山市最东端、井冈山脚下，全镇面积159平方公里，人口约1.63万。

## 地理
碧溪镇位于井冈山市最东端、井冈山脚下，毗邻永新县、泰和县和遂川县三县市。
境内北部的小盆地是主要的人口聚居区和交通、行政中心，四面群山怀抱。
源出井冈山的灉水（境内称六九河）自西向东横贯南部山区，南部各村落分布于狭长的河谷带上，沿河有公路自东向西再折向北连接北部的行政中心。

## 沿革
现碧溪镇辖境原属泰和县管辖，1950年时为碧溪、太湖、石坪等乡，1956年合并设立泮塘乡，1958年属三峰公社，1964年改为碧溪公社，1984年撤消人民公社，改设碧溪乡。1999年9月7日改设碧溪镇。2019年12月，江西省人民政府批复同意将泰和县碧溪镇划归井冈山市管辖。

## 行政区划
碧溪镇现辖1个居委会和15个村委会：
碧溪镇社区、太湖村、南岭村、沿江村、牛牧村、曲斗村、石堆村、石坪村、三峰村、曲尺村、碧溪村、游家村、江边村、里陂村、泮塘村、芙塘村、里山村、陇背村和上坪村。

## 交通
泰井高速公路、 319国道和吉井铁路斜穿而过，镇政府距井冈山机场30公里、井冈山火车站（拿山）8公里。
- 吉衡铁路：石坑站